# Baselga di Piné
Baselga di Piné – miejscowość i gmina we Włoszech, w regionie Trydent-Górna Adyga, w prowincji Trydent.
Według danych na rok 2004 gminę zamieszkuje 4427 osób, 110,7 os./km².